# ديف براندون
ديف براندون (بالإنجليزية: David Brandon)‏ هو كبير الإداريين التنفيذيين أمريكي، ولد في 1 مايو 1952 في ديربورن في الولايات المتحدة.

## وصلات خارجية
- الموقع الرسمي
- ديف براندون على موقع إن إن دي بي (الإنجليزية)